# Farinelli
Farinelli, pseudonimo di Carlo Maria Michelangelo Nicola Broschi (Andria, 24 gennaio 1705 – Bologna, 16 settembre 1782), è stato un cantante castrato italiano.
È considerato il più famoso cantante castrato della storia.

## Biografia
Nacque ad Andria (nell'allora Regno di Napoli) in una famiglia agiata della nobiltà di toga locale; il padre Salvatore, che ricopriva cariche amministrative feudali, era un grande appassionato di musica e volle indirizzare entrambi i figli a professioni del settore, facendo studiare Riccardo, il maggiore, da compositore e Carlo da cantante. Fu probabilmente il fratello Riccardo a volere per Carlo la castrazione, eseguita poco dopo la morte del padre, avvenuta nel 1717. La castrazione è un'operazione chirurgica che, se effettuata prima dello sviluppo puberale, consente ai maschi di poter conservare la propria voce di soprano o contralto. Si deve notare che, a seconda della modalità dell'operazione chirurgica a cui erano sottoposti, i castrati potevano avere uno sviluppo sessuale parziale, e quindi anche sviluppare una parziale mutazione della voce.

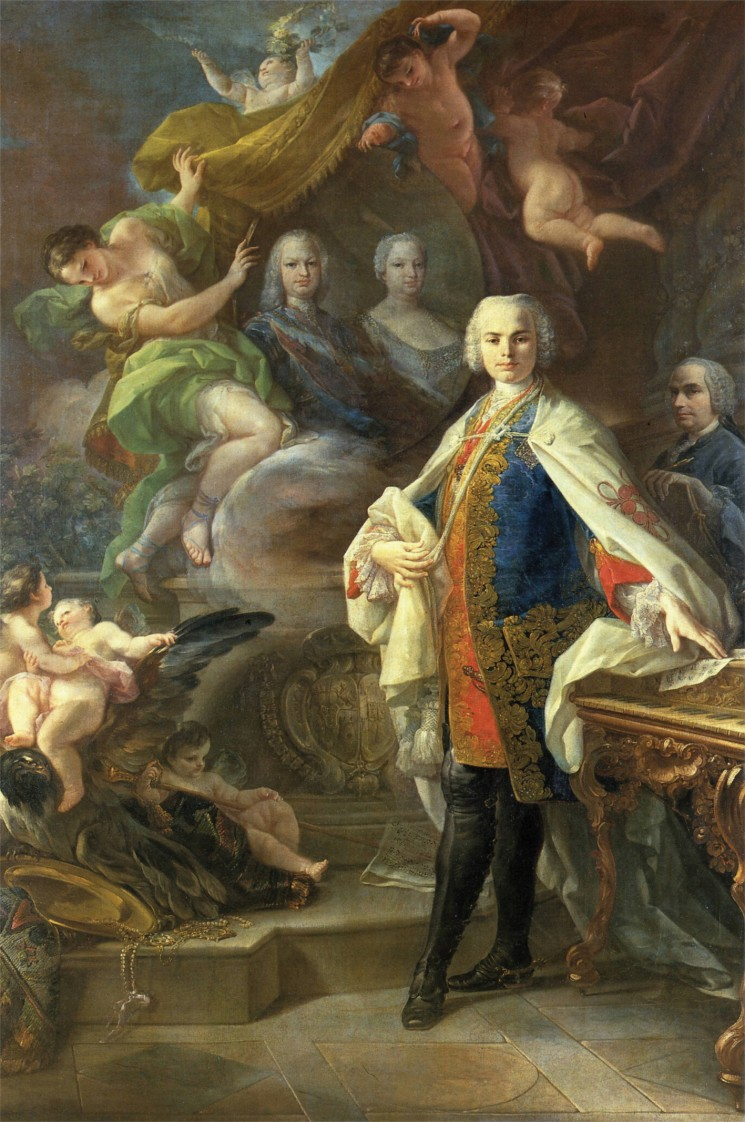
Corrado Giaquinto, Ritratto di Carlo Broschi detto Farinelli, 1753 circa, olio su tela. Bologna, Museo internazionale e biblioteca della musica

Il giovane fu mandato a Napoli, per studiare canto con Nicola Porpora che curò l'affinamento del suo naturale talento di soprano. In effetti la sua tessitura vocale potrebbe più correttamente essere definita di mezzosopranista molto esteso, sia verso il basso, fino a toni da contralto profondo (Vinci gli fa toccare il do2, nota tenebrosa per una voce bianca), sia verso l'alto dove arrivava, nei vocalizzi, a toccare il do5, nota da sopranista effettivo.
Da quello che ci è dato sapere dovette affrontare un corso estremamente difficile e articolato, della durata di circa sei anni, basato sullo studio del solfeggio, l'intonazione perfetta e la rapidità nel cambiare il ritmo della frase musicale. La cosa più difficile, tuttavia, era acquisire la totale e assoluta padronanza degli abbellimenti, anche i più rapidi e improvvisi, all'epoca pane quotidiano del virtuoso, sui quali praticamente si fondava la sua fortuna o il suo insuccesso.
Secondo l'esperienza di Caffarelli, come ci è stato riportato, l'impegno di studio giornaliero era così suddiviso:
Pomeriggio
 Mezz'ora di teoria musicale, mezz'ora di contrappunto improvvisato su cantus firmus, un'ora di lettura dei libretti che gli allievi avrebbero in seguito intonati, infine esercizi di respirazione. (Petto e polmoni si sviluppavano normalmente nei castrati e gli esercizi respiratori portavano quegli organi a dimensioni eccezionali; il risultato era quello di ottenere una grande potenza sonora quasi surreale rispetto al timbro di voce, e una lunghezza di fiati spropositata rispetto agli standard moderni)»
(Sandro Cappelletto, La voce perduta: vita di Farinelli, evirato cantore)
All'epoca era d'uso, se non proprio obbligatorio per chi intendeva intraprendere la carriera di cantante, la pratica di scegliere un nome d'arte, che poteva esprimere o significare diverse cose e conferire all'artista una certa personalità e farlo distinguere da tutti gli altri. In pratica, per esprimersi in termini commerciali moderni, era come un marchio di fabbrica che doveva dare immediatamente l'idea del personaggio e aiutare a farlo ricordare e a metterlo in mostra.
Sull'origine della scelta del nome Farinelli, o Farinello, ci sono tre ipotesi: la prima che derivasse dalla professione del padre Salvatore, il quale però mai esercitò la professione di mugnaio, né commerciò mai in farina, grano o granaglie.
Più probabile la scelta di acquisire prestigio con l'associazione con la famiglia Farinel, violinisti e compositori provenienti dalla Francia e in Italia girovaghi per tendenza e necessità. I Farinel però non vissero mai a Napoli, né ebbero in famiglia un cantore castrato. Resta soltanto quella che è l'ipotesi più accreditata, l'associazione con la nota famiglia di avvocati Farina, uno dei quali lo protesse e probabilmente lo finanziò durante il periodo in cui studiava con Porpora. Questo sarebbe attestato da uno scritto di Padre Giovanni Battista Martini, il quale lo aveva saputo direttamente dal cantante nel corso di una delle loro frequenti conversazioni:

### Il debutto
Il suo debutto avvenne a Napoli, nel 1720, nella serenata "Angelica e Medoro" (del Porpora), al fianco di Marianna Benti Bulgarelli, detta la Romanina, di Domenico Gizzi, Musico Soprano della Real Cappella e del Contralto Francesco Vitale, in una soirée in onore dell'Imperatrice d'Austria. Il libretto era la prima prova teatrale di Pietro Metastasio, che strinse con Broschi un'amicizia che durò tutta la vita ed è testimoniata da un interessante carteggio. Riscosse un ottimo successo e le successive esibizioni gli valsero una crescente rapida notorietà.
Nella stagione del Carnevale del 1722 fece il suo esordio in teatro a Roma, cantando, nel Teatro Alibert, nel dramma per musica "Sofonisba" del bolognese Luca Antonio Predieri ed nel "Flavio Anicio Olibrio" di Porpora, di nuovo a fianco di Domenico Gizzi e di Francesco Vitale. Nel 1723 e nel 1724 fu nuovamente a Roma per le trionfali Stagioni di Carnevale, sempre al Teatro Alibert, in produzioni drammatiche di assoluto prestigio: "Adelaide" di Nicola Porpora nel 1723 e "Farnace" di Leonardo Vinci nel 1724, sempre al fianco del Gizzi. Cantò, negli anni successivi, a Roma, Vienna, Venezia, Milano, Bologna.

### Le famose sfide di Farinelli
Il pubblico del tempo adorava il virtuosismo, che nei cantanti consisteva soprattutto nell'esecuzione di variazioni arbitrarie ai brani cantati, in cui l'aspetto della difficoltà tecnica estrema arricchiva la pura espressione dei sentimenti della musica. Erano anche frequenti "duelli" tra musicisti. A Roma Broschi aveva vinto (1722) una sfida contro un trombettista tedesco, sulla tenuta lunga di una nota altissima.

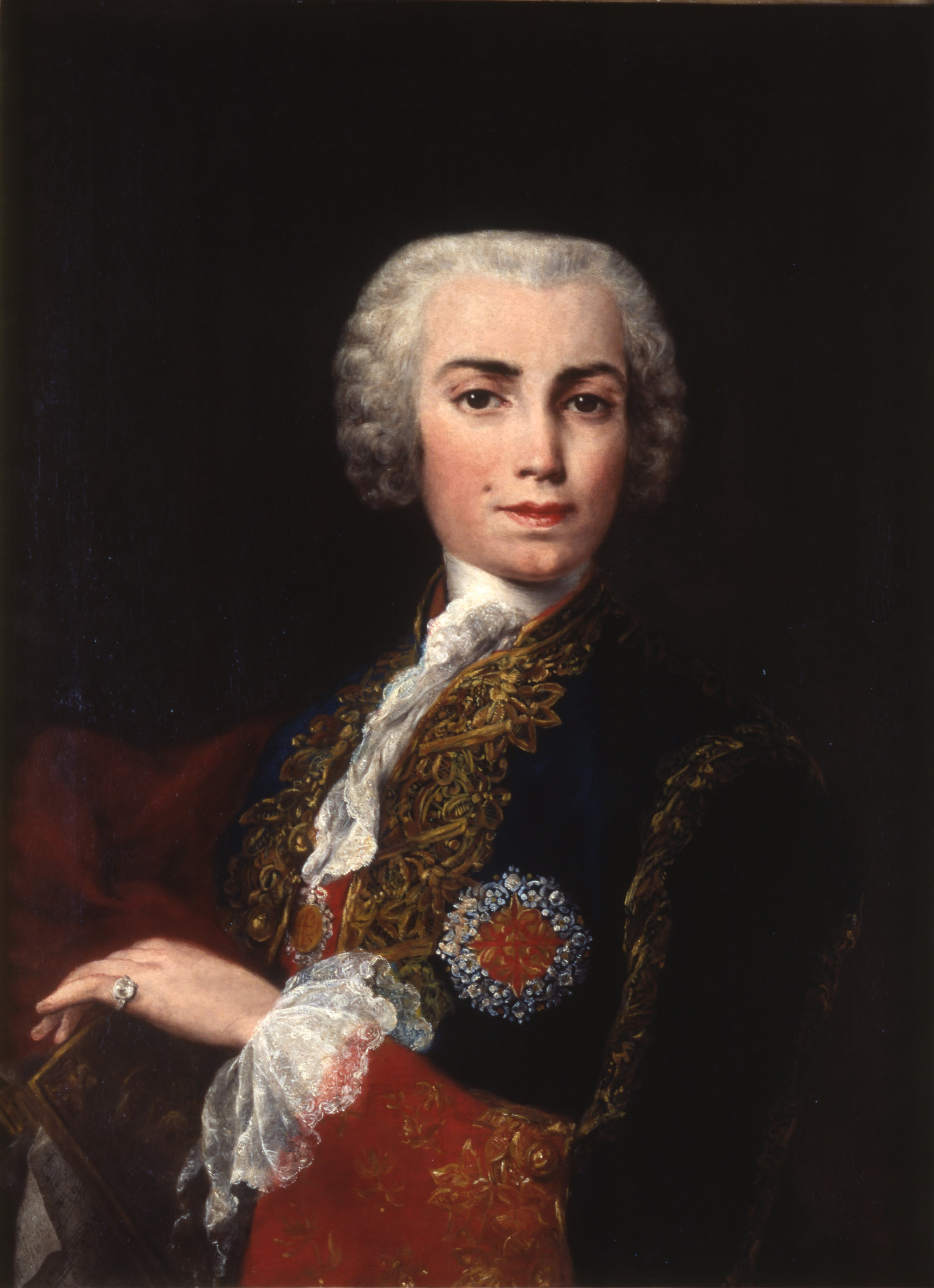
Jacopo Amigoni: Carlo Broschi (Farinelli), 1750, R.A.B.A.S.F., Madrid.

Charles Burney riprende un racconto di Giovenale Sacchi a proposito della famosa sfida con il trombettista:
(Sandro Cappelletto, La voce perduta: vita di Farinelli, evirato cantore)
A Bologna (1727) sorse la competizione con Antonio Bernacchi, allora uno dei più importanti castrati della scena musicale. In realtà, oltre alla forzatura spettacolare, non vi fu antagonismo personale fra i due, tanto è vero che lo stesso Bernacchi, di una ventina d'anni più anziano, fu ben prodigo di consigli e suggerimenti verso il giovane andriese.
Già a Napoli nel 1725, in occasione della prima rappresentazione del Marc'Antonio e Cleopatra di Hasse, era stato notato da Johann Joachim Quantz, che ne aveva magnificato con entusiasmo la purezza di timbro ed estensione di scala, la nitidezza di trillo e inventiva. La vittoria su Bernacchi, però, incrementò notevolmente la fama di Broschi, la cui attività divenne (per la misura dei tempi) alquanto frenetica.
Nel 1730 Farinelli fu ammesso all'Accademia Filarmonica di Bologna.

### Londra

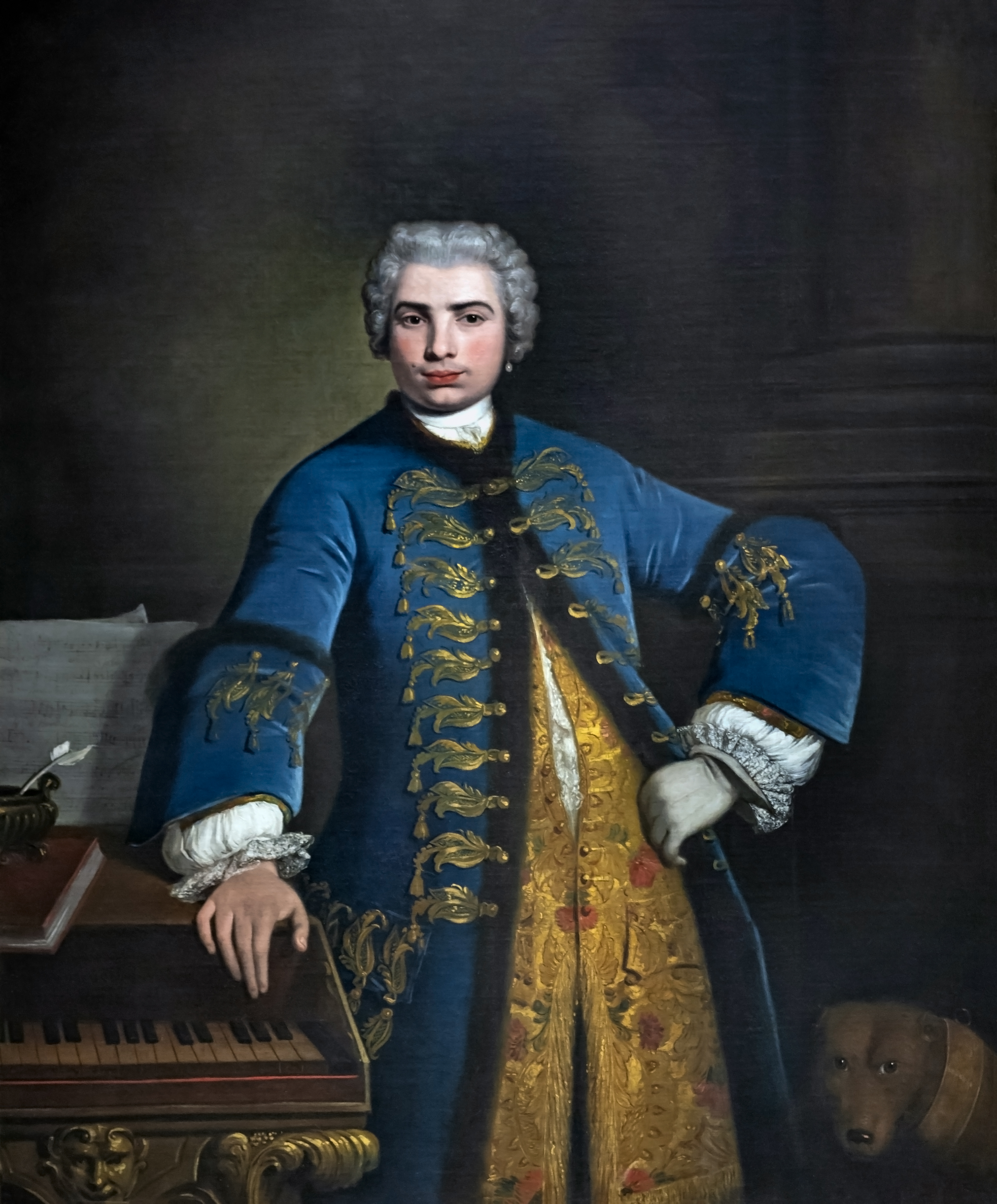
Bartolomeo Nazari, Ritratto di Farinelli, 1734, olio su tela. Royal College of Music, Londra

Nel 1734, Carlo Broschi si trasferì a Londra e cantò presso l'Opera della Nobiltà al Lincoln's Inn Fields, che era diretta da Porpora e vedeva Francesco Bernardi, detto il Senesino, come cantante principale. La sua fama era immensa, e i proventi che ottenne nei tre anni in cui soggiornò in Inghilterra superarono le 5.000 sterline. Questi anni, l'apice della sua gloria come artista di scena, furono anche gli anni della cocente rivalità tra i due gruppi teatrali residenti a Londra, quello di Georg Friedrich Händel, sostenuto dal re Giorgio II, e quello di Porpora, sostenuto da Federico principe di Galles e dalla nobiltà.
La prima apparizione al teatro Lincoln's Inn Fields fu in Artaserse, di cui la maggior parte delle musiche erano state scritte dal fratello, Riccardo Broschi. Il successo fu istantaneo. Il principe di Galles e la corte lo accolsero con lodi e onori. Ma nemmeno il contributo di Farinelli portò l'impresa al successo.

### Il ventennio a Madrid
Nel 1737, stanco delle incessanti acredini che opponevano i due gruppi teatrali, Farinelli accettò l'invito di Elisabetta Farnese, moglie di Filippo V di Spagna. Durante il viaggio passò per la Francia, e cantò per Luigi XV. Il re spagnolo, che soffriva di nevrastenia e malinconia, aveva abbandonato la vita pubblica, gli affari di Stato e manifestava segni di follia. La regina consorte invitò quindi Farinelli ad esibirsi davanti a suo marito, nella speranza che potesse risvegliarlo dall'apatia. L'episodio è rimasto celebre, e contribuì ad accrescere la leggenda che circondava il cantante. La voce di Farinelli fece un tale effetto su Filippo V, che non volle più separarsi dal cantante. La "terapia" quotidiana consisteva nel far cantare il castrato sempre le stesse otto o nove arie, di cui la prima era "Pallido il sole", dall'Artaserse di Johann Adolf Hasse Da una stanza diversa da quella del sovrano, le prime volte dalla stanza più lontana e via via sempre più vicina fino ad arrivare dietro la porta, il cantante riuscì a far uscire il sofferente Filippo, lo fece lavare e radere. Il re gli fece promettere di restare alla corte di Spagna, corrispondendogli uno stipendio di 2000 ducati, con l'unica richiesta di non cantare più in pubblico.

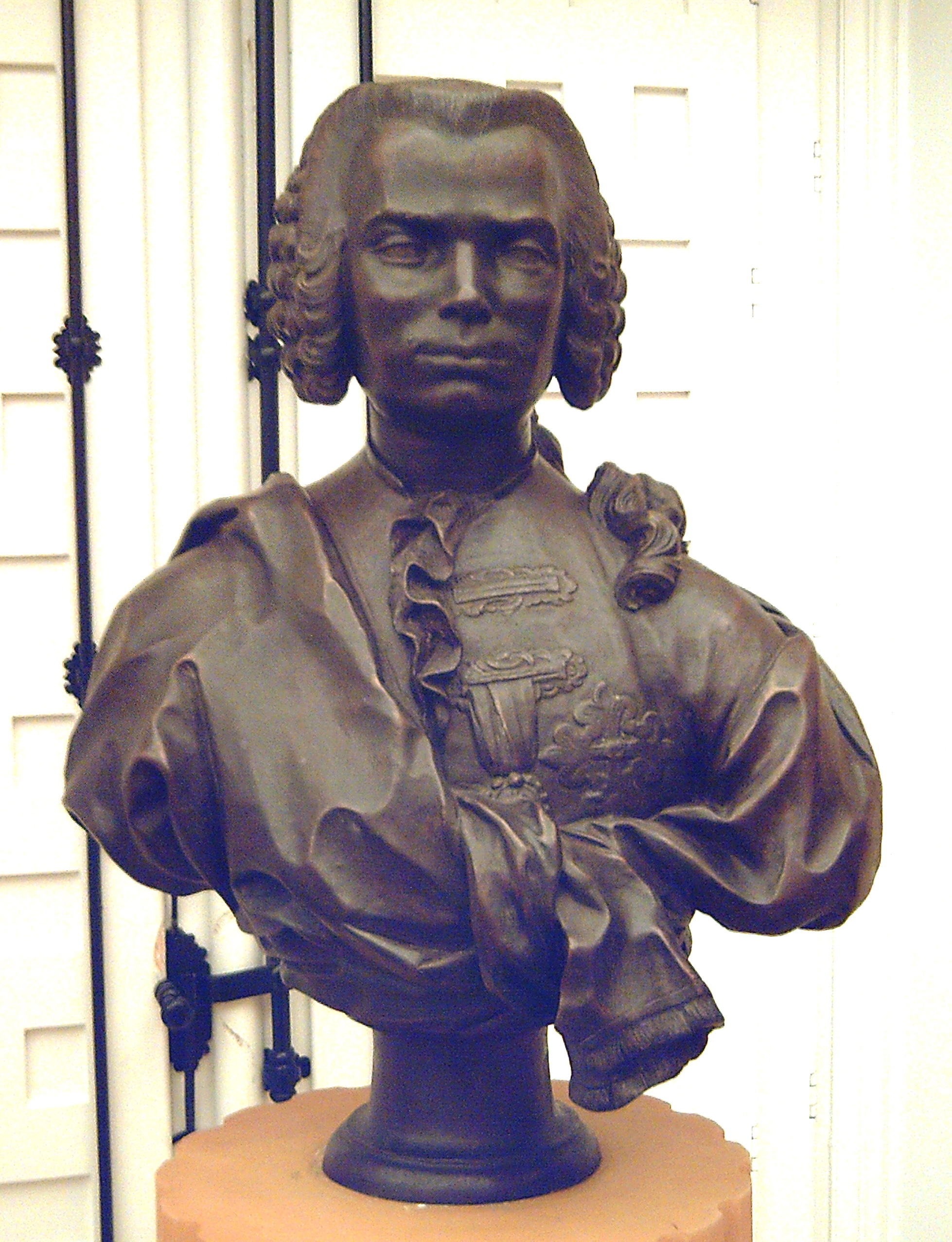
Busto neoclassico anonimo di Farinelli (R.A.B.A.S.F., Madrid).

Divenuto criado familiar dei re di Spagna, il cantante vide la sua importanza crescere con l'ascesa al trono di Ferdinando VI di Spagna, che lo nominò cavaliere di Calatrava, un'alta carica, riservata ai gentiluomini che potevano provare la nobiltà e l'antichità delle loro famiglie. Broschi-Farinelli, favorito dal monarca, esercitò sulla corte, e sulla politica, una grande influenza. Gli si devono i primi lavori di bonifica delle rive del Tago, e diresse l'opera di Madrid e spettacoli reali. Utilizzò il suo potere persuadendo Ferdinando a instaurare un teatro d'opera italiano. Collaborò anche con Domenico Scarlatti, compatriota napoletano, anch'egli residente in Spagna. Il musicologo Ralph Kirkpatrick afferma che la corrispondenza di Farinelli è la fonte della "maggior parte delle informazioni di prima mano su Scarlatti giunte a noi".
Rispettato da chiunque, sommerso di doni, adulato sia dai diplomatici avversi alla Francia, sia da quelli francesi che avrebbero voluto vedere la Spagna firmare il Patto di famiglia, conservò questa posizione di rilievo fino all'avvento di Carlo III, il quale, probabilmente a causa dell'eccessiva influenza del cantante, lo allontanò nel 1759.

### Il ritiro e la morte
Farinelli si ritirò allora a Bologna, e visse nella sontuosa villa che aveva fatto costruire in vista del suo ritiro (fuori Porta Lame, oggi distrutta). Malgrado le numerose visite che vi ricevette (tra cui quelle di Wolfgang Amadeus Mozart, allora adolescente, e di Giuseppe II d'Austria), Farinelli soffrì fino alla morte di solitudine e di malinconia.
Si spense il 15 luglio 1782, qualche mese dopo il suo amico Metastasio, lasciando una collezione d'arte e di strumenti musicali sfortunatamente dispersa dai suoi eredi, tra cui un violino di Antonio Stradivari. Di lui resta qualche bel ritratto dipinto da Jacopo Amigoni e Corrado Giaquinto, e le lettere ai suoi amici. Malgrado la leggenda, resta un personaggio relativamente misterioso. Agli amici che lo pregavano di redigere le sue memorie, aveva risposto: «Mi basta che si sappia che non ho avuto pregiudizi su nessuno. Che si aggiunga anche il mio dispiacere di non aver potuto fare tutto il bene che mi sarei augurato.»
Farinelli fu sepolto nella Chiesa dei Cappuccini sul Monte Calvario (dove è oggi Villa Revedin), presso San Michele in Bosco, come da suo testamento.
È sepolto nel Chiostro V della Certosa di Bologna.

## Caratteristiche canore

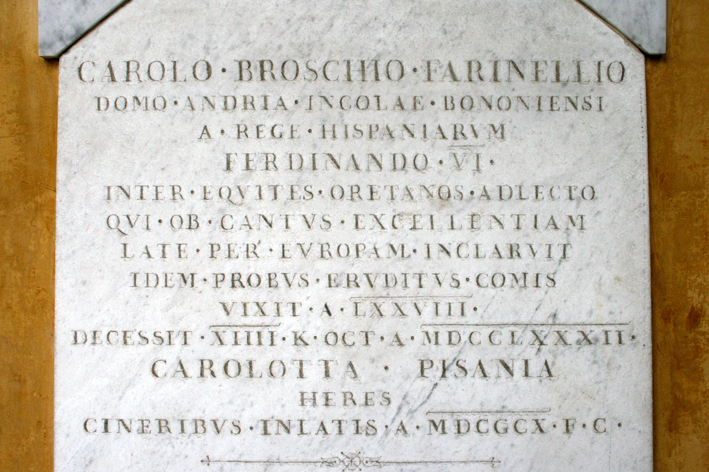
Lastra tombale di Farinelli alla Certosa di Bologna

Farinelli eccelleva sia nel registro leggero che nel registro patetico, cosa che compensava la sua scarsa presenza scenica. Scriveva Charles Burney nel suo Viaggio musicale in Italia: «Egli non eccelleva soltanto in velocità, ma possedeva le migliori qualità di un grande cantante. Nella sua voce si trovavano riunite la forza, la dolcezza e l'estensione, e nel suo stile la tenerezza, la grazia e l'agilità.» Il suo canto influenzò lo stile delle opere composte in quel periodo. Alle sue qualità artistiche, Farinelli aggiungeva quelle umane. Affabile e modesto malgrado la fama e il talento, di perfetta educazione, seppe guadagnarsi l'affetto del pubblico e la simpatia dei grandi.
Farinelli suonava anche strumenti a tastiera e la viola d'amore. Occasionalmente componeva: scrisse testo e musica di un Addio a Londra aria, e un'aria per Ferdinando VI, e una sonata per tastiera. Possedeva una ricca collezione di clavicembali costruiti nei vari paesi europei, a ciascuno dei quali aveva dato il nome di un celebre pittore: Tiziano, Raffaello, Correggio e così via.
Per la fenomenale estensione vocale, per la versatilità dimostrata nei vari stili di canto, per l'eccezionale capacità di tenuta dei fiati, per il trascendentale virtuosismo e per le sue doti di attore, Farinelli è ancor oggi ricordato come il più grande cantante nella storia dell'opera lirica.
Per scoprire i segreti della sua voce nel 2006 sono stati iniziati degli esami sul DNA ricavato dalle sue ossa.

## Centro Studi Farinelli

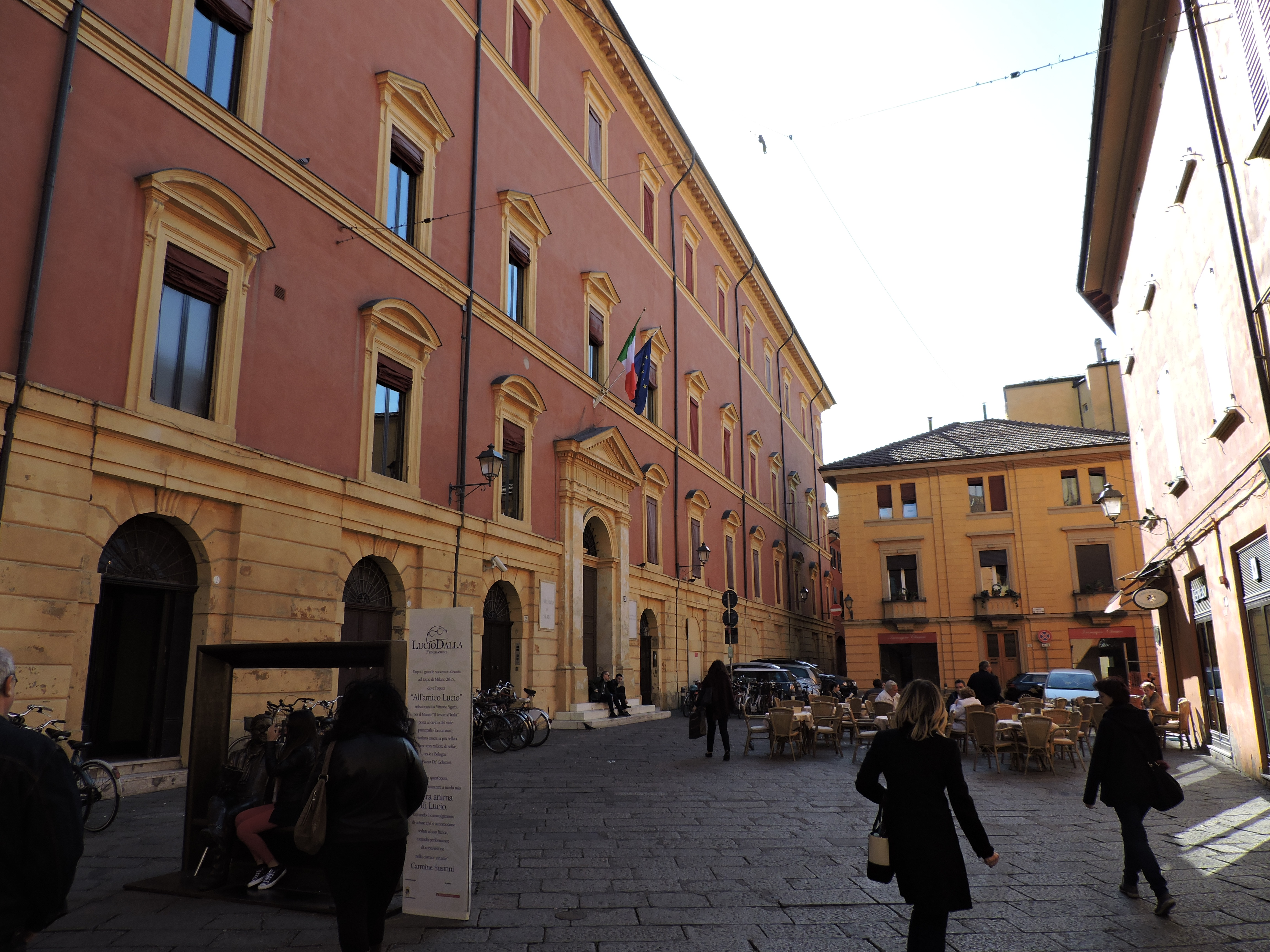
L'ex convento dei celestini, dove ha sede anche l'Archivio di Stato.

Nel 1998 si è costituito a Bologna il Centro Studi Farinelli presso l'ex convento dei monaci celestini, con il proposito di ricordare la figura del grande artista. Tra le iniziative promosse dal Centro Studi si segnala il restauro della tomba alla Certosa di Bologna (2000) la mostra documentaria Il Farinelli a Bologna (2001 e 2005), l'inaugurazione del Parco cittadino intestato al Farinelli, nei pressi del luogo dove sorgeva la villa abitata dal celebre cantante (2002), l'organizzazione del Convegno internazionale di studi Il Farinelli e gli evirati cantori in occasione del 300º anniversario della nascita del Farinelli (2005), la pubblicazione ufficiale Il fantasma del Farinelli (2005), l'estumulazione del Farinelli alla Certosa di Bologna (2006). Il progetto di estumulazione è stato promosso dall'antiquario fiorentino Alberto Bruschi. Responsabile e coordinatore generale del progetto è stato Luigi Verdi, come Segretario del Centro Studi Farinelli. L'antropologa Maria Giovanna Belcastro dell'Università di Bologna, Gino Fornaciari, paleopatologo dell'Università di Pisa e l'ingegnere David Howard della York University sono gli scienziati responsabili dell'analisi dei resti. L'esumazione ha avuto luogo il 12 luglio 2006, la notizia ha avuto larghissimo eco sulla stampa mondiale.

## Opere dedicate a Farinelli

### Cinema
Nel 1994 fu realizzato dal regista belga Gérard Corbiau un film (Farinelli - Voce regina) sulla sua vita, anche se con troppe licenze: al fratello Riccardo è data molta importanza, e il compositore tedesco Georg Friedrich Händel, interpretato da Jeroen Krabbé, tratteggiato come nemico di Farinelli e figura negativa, nella realtà era semplicemente il direttore musicale della compagnia rivale di quella dell'Opera della Nobiltá in cui si esibiva Farinelli. Il film fu premiato come miglior film straniero ai Golden Globe e ricevette una nomination agli Oscar. Stefano Dionisi che interpreta il protagonista recita le battute di dialogo, mentre nelle parti cantate, per riprodurre la particolare voce di un castrato, sono state registrate separatamente le voci di un soprano donna, Ewa Małas-Godlewska, e di un controtenore uomo, Derek Lee Ragin, poi mixate con mezzi digitali. La registrazione della musica del film è stata realizzata dal direttore d'orchestra Christophe Rousset con la compagnia Les Talents Lyriques.

### Musica
Farinelli è protagonista dell'omonima opera del 1838 composta da John Barnett su libretto del fratello Charles Zachary. L'opera narra una versione fortemente romanzata del periodo trascorso dal cantante presso Filippo V di Spagna.
Il compositore Daniel Auber musicò una biografia del cantante su libretto di Eugène Scribe; l'opera, intitolata La part du diable, ebbe il suo debutto a Parigi nel 1843.

### Radio
Nel 2006 la Radio Svizzera di lingua italiana - Rete 2 ha realizzato l'originale radiofonico Farinello di Giorgio Appolonia per la regia di Claudio Laiso, protagonista Alessandro Wagner.

### Teatro
Dal 1996 la sua vita è portata in scena con lo spettacolo Quel delizioso orrore... Farinelli evirato cantore - scritto da Sandro Cappelletto - dalla Compagnia diretta da Rita Peiretti.
Nel 2015 il dramma Farinelli and the King debutta alla Sam Wanamaker Playhouse del Globe Theatre; l'opera teatrale, scritta da Claire van Kampen, è incentrata sulla relazione tra il cantante e Filippo V di Spagna.

### Televisione
Un giovane Farinelli all'inizio della propria carriera è uno dei personaggi principali del quarto episodio Prendi il volo, della prima stagione di La cuoca di Castamar.